# Baiduri Bank

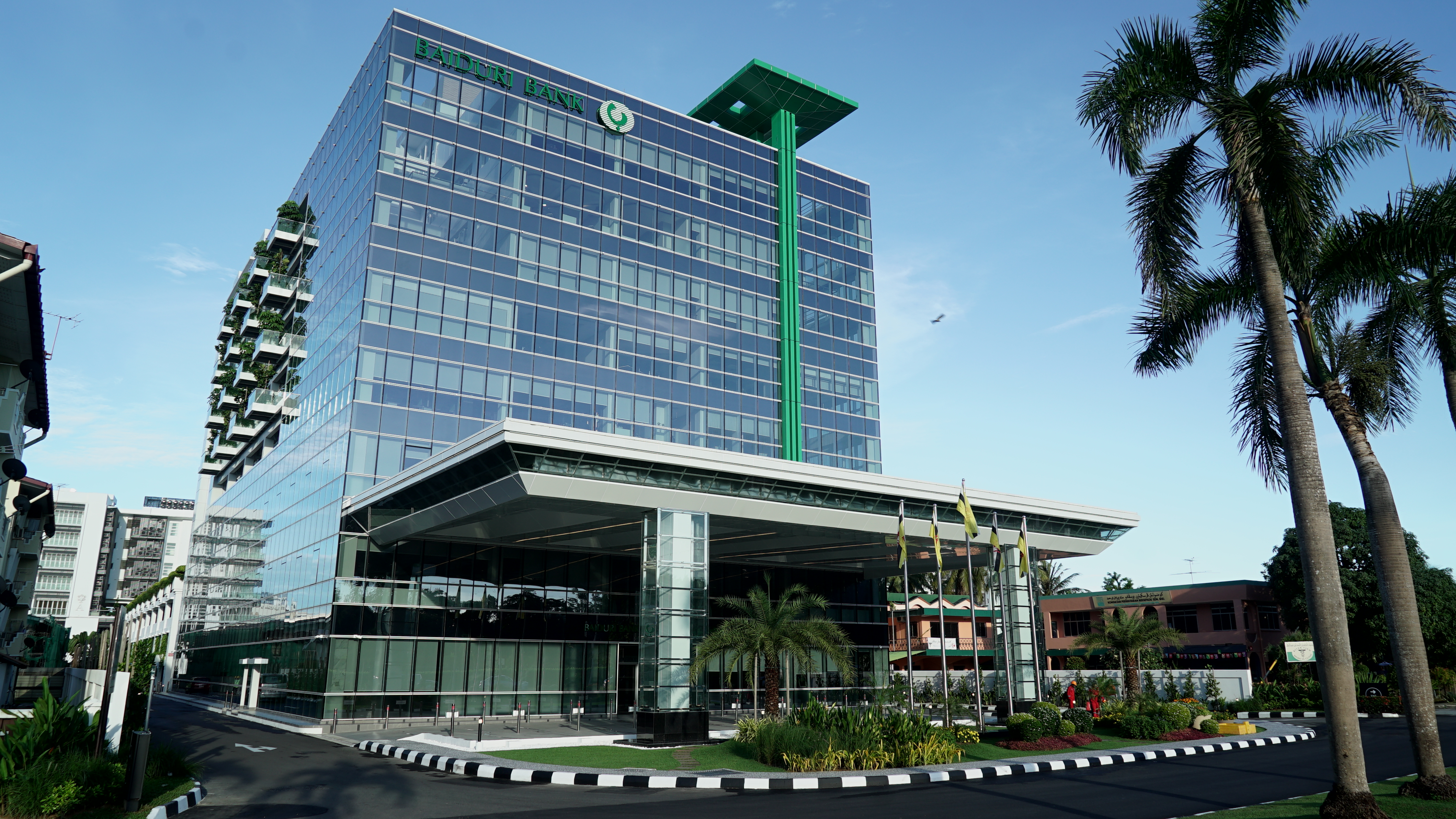
Hauptsitz der Bank (2020)

Baiduri Bank Group ist ein Finanzinstitut in Brunei. Es wurde 1994 gegründet. Die Baiduri Bank Group besteht aus der Baiduri Bank und zwei hundertprozentigen Tochtergesellschaften: Baiduri Finance und Baiduri Capital. Die Aktionäre der Bank (shareholders) sind Baiduri Holdings und Darussalam Assets.

## Tochtergesellschaften
Baiduri Finance wurde 1996 gegründet. Baiduri Finance ist auch das einzige Finanzunternehmen in Brunei, welches alle Funktionen und Prozesse im gesamten Unternehmen abdeckt, um mit der ISO 9001:2015-Zertifizierung für Qualitätsmanagementsysteme eine vollständige End-to-End-Konformität mit ISO-Standards zu erreichen. Baiduri Capital wurde 2015 gegründet. Es ist das erste Unternehmen, welches Online-Wertpapierhandel (online Securities Trading) in Brunei Darussalam anbietet.

## Auszeichnungen
2019 erhielt die Baiduri Bank Group vier internationale Bankauszeichnungen von führenden Publikationen wie World Finance („Best Banking Group for Brunei“), Global Finance („Best Bank in Asia-Pacific Region for Brunei“), Asian Banking & Finance („Domestic Retail Bank of the Year for Brunei“) und The Banker („Bank of the Year for Brunei“).